# Domingos Quadro Barbosa Álvares
Domingos Quadro Barbosa Álvares (São Bento, Maranhão, 28 de novembro de 1880 - Rio de Janeiro, 26 de dezembro de 1946) foi um escritor, jornalista e político brasileiro. Destacou-se como prosador e contista, tendo sido uma figura proeminente na vida intelectual e política do Maranhão durante a Primeira República Brasileira. Foi um dos cofundadores da Academia Maranhense de Letras, onde ocupou a Cadeira nº 2, cujo patrono é Aluísio Azevedo.
Sua trajetória multifacetada reflete a interconexão comum entre as esferas literária, jornalística e política no Brasil do início do século XX. A fundação da Academia Maranhense de Letras e a escolha de Aluísio Azevedo como patrono de sua cadeira inserem Álvares diretamente no cânone literário maranhense, sublinhando seu papel na institucionalização da cultura no estado.

## Biografia

### Nascimento e formação
Nascido em São Bento, no estado do Maranhão, em 28 de novembro de 1880, Domingos Quadro Barbosa Álvares, referido como um "ilustre São-Bentuense", realizou seus estudos primários de forma particular e prosseguiu sua formação no Liceu Maranhense, uma instituição de grande referência na época. Durante seu período no Liceu, uma das principais instituições de ensino do Maranhão, iniciou suas atividades jornalísticas sob a orientação e incentivo do professor Manuel Bethencourt. Bethencourt era um conhecido preceptor de jovens na sociedade maranhense, notável por promover discussões literárias a partir das leituras de autores canônicos da literatura mundial como Tolstói, Turgueniev, Ibsen, Strindberg, Dickens, Zola e Eça de Queirós. Essa exposição precoce a uma literatura diversificada e de peso intelectual foi, possivelmente, um fator determinante na formação de Álvares como escritor e intelectual, fornecendo-lhe uma base sólida que se refletiria em sua produção literária e em sua atuação entre os "novos atenienses". Faleceu na cidade do Rio de Janeiro em 26 de dezembro de 1946.

## Carreira

### Jornalismo
A carreira jornalística de Domingos Quadro Barbosa Álvares foi extensa e multifacetada, ocupando posições de destaque na imprensa maranhense. Ele dirigiu a Imprensa Oficial do Estado do Maranhão em três ocasiões distintas: em 1908, 1912 e 1913. A direção da Imprensa Oficial, um órgão estatal, sugere um alinhamento e uma relação de confiança com os governos estaduais da época, conferindo-lhe influência sobre as comunicações oficiais e o discurso público, para além de suas atividades em periódicos independentes. Suas contribuições para a imprensa maranhense incluíram passagens pelo jornal A Pacotilha, veículo de grande circulação e importância no estado, pela Revista do Norte e pelo periódico Atenas. Em 1924, o Diário de S. Luiz o identificava como jornalista residente na capital ao apoiar sua candidatura à reeleição para deputado federal, demonstrando a continuidade de sua atividade jornalística em paralelo à sua carreira política.

### Vida literária e os "Novos Atenienses"
Predominantemente um prosador, Domingos Quadro Barbosa Álvares consolidou sua reputação literária como contista, publicando três livros de contos entre 1908 e 1911: Mosaicos, O dominó vermelho e Contos da minha terra. Ele é comumente identificado como parte do grupo de intelectuais maranhenses que se autodenominavam "novos atenienses". Este grupo, embora sem uma unidade temática ou política coesa, definia-se pela sua presença regional, engajando-se em numerosas atividades literárias e construindo representações singulares do passado. Eles buscavam uma conexão imaginária com os ilustres literatos maranhenses da primeira metade do século XIX, como Gonçalves Dias e João Lisboa, formando assim uma ponte com o glorioso passado literário do Maranhão, conhecido como a "Atenas Brasileira". Essa autodenominação não era apenas um rótulo, mas um posicionamento estratégico que visava legitimar suas próprias produções literárias e reafirmar a relevância cultural do Maranhão no cenário nacional durante a Primeira República. As obras de Álvares, como Contos da minha terra e seus estudos biográficos sobre figuras maranhenses, alinhavam-se com essa consciência histórica e regional. Mário Martins Meirelles o cita entre os prosadores de destaque de sua época, ao lado de nomes como Humberto de Campos. Em 15 de novembro de 1918, participou como conferencista em uma sessão cívica, conforme registro na página 231 de uma tese sobre a instrução pública no Maranhão.

### Carreira política
A trajetória política de Domingos Quadro Barbosa Álvares foi marcada por importantes cargos no executivo e legislativo maranhense e federal. Ele serviu como Secretário-Geral do Estado do Maranhão durante o governo de Benedito Leite, entre 1906 e 1910. Como representante do povo maranhense, foi eleito Deputado Federal em múltiplas legislaturas: 1921-1923, 1924-1926, 1927-1929 e 1929-1930. Sua filiação política era com o Partido Republicano Maranhense. As sucessivas reeleições para a Câmara Federal e sua participação ativa em momentos legislativos cruciais, como a reforma constitucional de 1926, demonstram uma considerável influência política que transcendia o âmbito estadual. Sua atuação parlamentar incluiu o cargo de 3º Secretário da Câmara dos Deputados durante a discussão e promulgação da Emenda Constitucional de 3 de setembro de 1926. É frequentemente referido como um "deputado-escritor", evidenciando a intersecção de suas atividades literárias e políticas, onde seu status intelectual possivelmente reforçava sua posição política e vice-versa. O Livro do centenário da Câmara dos Deputados (1926) inclui um retrato seu a bico de pena, presente no volume 1, página 297.

## Academia Maranhense de Letras
Domingos Quadro Barbosa Álvares teve um papel fundamental na fundação da Academia Maranhense de Letras (AML), sendo um de seus doze cofundadores. Ele foi o fundador da Cadeira de número 2, que tem como patrono o renomado escritor maranhense Aluísio Azevedo. A escolha de Azevedo, um dos maiores nomes da literatura maranhense e brasileira, para patrono de sua cadeira, demonstra o alinhamento de Álvares com a tradição literária do estado e seu desejo de perpetuá-la. Este ato de fundar uma academia e selecionar um patrono de tal envergadura representa um esforço consciente de canonização e de construção de uma memória institucional para as letras maranhenses. Sua ligação com a instituição também se manifestou através de suas publicações, como a obra Discursos na Academia Maranhense, publicada em 1917 em coautoria com Raimundo Lopes, indicando sua participação ativa nos debates intelectuais da AML desde seus primórdios.

## Obras
A produção literária de Domingos Quadro Barbosa Álvares abrangeu principalmente contos, crônicas, conferências e estudos biográficos. Sua obra demonstra uma versatilidade que ia da ficção curta à análise crítica e biográfica de importantes figuras literárias maranhenses, contribuindo para a historiografia literária do estado.

### Obras inéditas
Domingos Quadro Barbosa Álvares deixou também diversas obras inéditas, incluindo:
- Os Tipos Eçanianos (ensaio/crítica)
- Henriques Leal, a Sua Vida e Sua Obra (biografia/ensaio)
- A Esmo (crônicas)
- O Lucas Sampaio (romance)
- Sinhá Limeira (romance)
- Jardim Zoológico (fabulário)

A existência de romances e um fabulário entre seus trabalhos inéditos sugere uma amplitude criativa que ia além dos gêneros pelos quais foi mais conhecido em vida, indicando experimentações literárias que não chegaram ao público.

## Legado e reconhecimento
O legado de Domingos Quadro Barbosa Álvares se manifesta em sua atuação como um dos pilares da Academia Maranhense de Letras e como uma voz representativa da literatura e política maranhense na primeira metade do século XX. Sua contribuição para a institucionalização da cultura no Maranhão, através da AML, é um marco duradouro. Como parte das comemorações do centenário da AML, foram anunciados planos para a edição e publicação das obras completas de cada um dos seus doze fundadores, incluindo Álvares, reafirmando sua importância para a instituição e para a cultura do estado. Este esforço de publicação póstuma é um claro indicador do valor atribuído à sua obra e da intenção de preservá-la para futuras gerações. Além de sua cadeira na AML, Domingos Quadros Barbosa Álvares também é patrono da Cadeira nº 23 da Academia Ludovicense de Letras, indicando um reconhecimento mais amplo de sua contribuição literária em São Luís e o impacto de sua figura para além da AML.